# Quinta de Tilcoco
Quinta de Tilcoco (del mapudungún: Trillko ko ‘agua de chilco’) es una comuna de la zona central de Chile, ubicada en la región del Libertador General Bernardo O'Higgins, específicamente en la provincia de Cachapoal.
Integra junto con las comunas de Mostazal, Graneros, Codegua, Machalí, Requínoa, Rosario, Rengo, Olivar, Doñihue, Coínco, Coltauco y Malloa el distrito electoral N.º 33 y pertenece a la 9.ª circunscripción senatorial (O'Higgins). 
En ella viven 13 002 habitantes y su densidad de población es 139,8 hab./km² (2017).

## Toponimia
El nombre Tilcoco posiblemente proviene del mapudungún trillko, variante de chillko, el ‘chilco o Fuchsia magellanica’ y ko, ‘agua’, es decir, ‘agua de chilco’.

## Historia

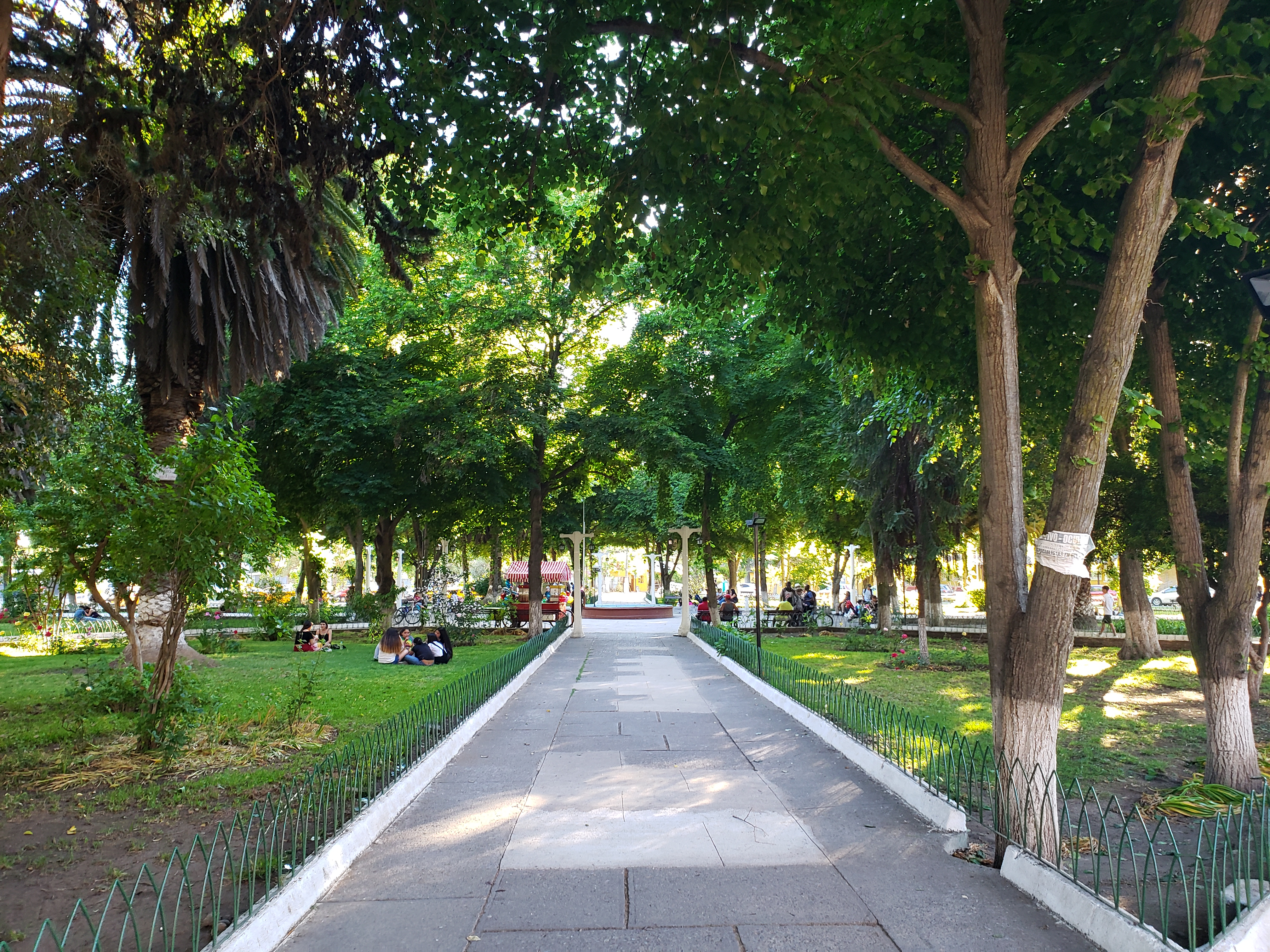
Plaza de Quinta de Tilcoco

En las tierras donde hoy está Quinta de Tilcoco habitaban los promaucaes, cuyo dominio se extendía desde la ribera sur del río Cachapoal hasta el río Tinguiririca. A la llegada de los españoles, se establecen dos grandes encomiendas, perteneciendo la primera de ellas al conde de Apalta y Mendoza y la otra a don Florín Ramírez. La del conde de Apalta se extendía de cordillera a mar abarcando grandes zonas de bosques y tierras, surgiendo las haciendas de Esmeralda, Camarico, Apalta, las Casas de Rosario, Mendoza, Las Nieves, Popeta, Retiro, Chanqueahue y Pichidegua. La división de esta hacienda fue realizada por la familia Valdivieso. La otra encomienda, de Florín Ramírez, estaba ubicada en el margen norte del río Claro de Rengo y seguía su curso hacia el oeste hasta Salsipuedes. Tal subdivisión dio origen a Salsipuedes, Corcolén, Panquehue, Cantarrana, Tilcoco, y Las Pataguas.
La división de las tierras sigue su curso y después de un tiempo es dueña de Tilcoco doña Bartolina de Vargas, que a su fallecimiento pasa a poder de su hijo Ramón Ramírez Vargas, casado con doña Cecilia Molina. Ellos fueron padres de doña Josefa Ramírez, que contrae enlace con el maestre de campo don Juan Bautista de las Cuevas Oyarzún, el que recibe como donación una parte de Tilcoco llamada Quinta. Al fallecer doña Josefa, don Juan Bautista se casa con una dama de apellido Santelices y tiene un hijo que se llama Juan Francisco Cuevas Satelices, que con los años se casa con doña Mercedes Avaria. De ese matrimonio nace Irene Cuevas Avaria (1819 – 1904), que contrae enlace con don Vicente Ortúzar y Formas (1797 – 1867). Este matrimonio hereda otra parte de Tilcoco. De dicho enlace nacen tres hijos: Alejandra, Alejandro y Daniel. 
A la muerte de don Vicente Ortúzar la Hacienda Quinta del Carmen de Tilcoco se divide en tres grandes parcelas, correspondiendo a doña Alejandra la Hacienda de Tilcoco, a don Alejandro la Hacienda Las Casas de Quinta y a don Daniel (nacido en Santiago en 1850) la Hacienda Caylloma. Doña Alejandra fue casada con don Francisco de Borjas Valdés, quien posteriormente compra la parte a don Alejandro Ortúzar Cuevas. Daniel Ortúzar Cuevas fue miembro del Partido Conservador, fue Diputado por San Fernando (1891–1894), y diputado por Caupolicán, (1903–1906). Se radicó en Valparaíso, y murió en esa ciudad el 19 de noviembre de 1932, siendo soltero.  
La Hacienda Quinta del Carmen de Caylloma dio origen al pueblo de Quinta de Tilcoco, siendo creada como comuna el 22 de diciembre de 1891, bajo la presidencia de don Jorge Montt Álvarez (1845 – 1922) y su ministro del interior don Manuel José Irarrázaval Larraín (1835 – 1896). Empezando a funcionar como Municipalidad en 1924, siendo su alcalde don Germán Castro Arangue, quien se desempeña por dos periodos consecutivos al igual que su hijo, don Germán Castro Castro, que le hereda el cargo.
Existía una amplia y antigua casa, partes de la cual pueden haber sido añadidas por Don Daniel Ortúzar, Diputado de la República de Chile, con galerías con vista al parque que se formó con especies arbóreas más variadas, tanto autóctonas como traídas de Europa y Medio Oriente. La superficie que ocupaba el parque era de alrededor de 12 hectáreas. Alrededor de 1900 se editó un catálogo botánico del parque; este infelizmente se perdió antes que muriera Don Daniel Ortúzar Cuevas. Después de la muerte de Daniel Ortúzar Cuevas, la hacienda, que fue calificada de Fundo (llamándose de entonces en adelante Fundo Caylloma), pasa mano a la sucesión de Daniel Ortúzar y fue adquirida por Mauricio Spies B. en 1933. Al fallecer Spies en 1952, el fundo Caylloma fue heredado por su familia y cuando su viuda Gertrudis Heilbronn se casó en segundas nupcias con Walter Lowenstein en 1955, se formó una sociedad entre ellos hasta que el Fundo fue vendido alrededor de 1965. 
Después del terremoto que azotó a Valparaíso en 1906, se inicia al año siguiente una erogación voluntaria para levantar un monumento a la Virgen del Carmen con el dinero reunido y se adquiere en Francia una estructura de la Virgen que sería colocada en la parte alta del cerro Caylloma. Este trabajo de instalación fue realizado por el ingeniero Estanislao Pizarro, inaugurándose el día 19 de septiembre de 1909. La comisión de este monumento fue encabezada por la Familia Ortúzar y destacados vecinos entre ellos a don Germán Castro Aranguiz, don José Ramón Valencia, don Joaquín Ahumada, don José Tomás Gálvez y sus respectivas esposas.

## Medio ambiente

### Geomorfología y componentes abióticos

Trazado simplificado de los ecosistemas y cuerpos de agua presentes en la comuna de Quinta de Tilcoco.

La comuna de Quinta de Tilcoco se encuentra emplazada en el centro de la cuenca de Rancagua, rodeada en su límite occidental por una serie de cordones montañosos derivados de la Cordillera de la Costa. En su zona oriental están presentes algunos cerros islas, característicos del relieve de la región. 
La comuna de Quinta de Tilcoco se encuentra emplazada en la unidad geomorfológica de Cuenca de Rancagua; y presenta según la clasificación climática de Köppen clima mediterráneo de lluvia invernal (Csb). Esta además se halla en la cuenca hidrográfica de río Rapel. Además, la comuna posee diversos cuerpos de agua, entre los que se destacan el río claro.

### Componentes bióticos
Dentro del territorio de la comuna se puede encontrar el siguiente ecosistema:
- Bosque esclerófilo mediterráneo andino donde predominan Quillaja saponaria y Lithrea caustica (Vulnerable)

### Medidas de protección ambiental y conflictos socioambientales
Hasta 2022, la comuna de Quinta de Tilcoco cuenta con un área territorial destinada a la protección ambiental:
- Cerros Islas Coinco (Sitios ERB)[12]

## Demografía
La comuna de Quinta de Tilcoco abarca una superficie de 93,21 km² y una población de 11 380 habitantes (INE 2002), correspondientes a un 13 % de la población total de la región y una densidad de 122,10 hab/km². Del total de la población, 5569 son mujeres (51,4 %) y 5811 son hombres (48,6 %). Un 48,59 % (5.530 hab.) corresponde a población rural, y un 51,41 % (5850 hab.) corresponde a población urbana.

### Localidades
Algunas localidades de la comuna son:
- Fundo Millaray
- Puente Alta
- Quinta de Tilcoco
- El Romeral
- Guacarhue
- La Viña
- El Huapi
- Alto del Río
- La Estacada Abajo
- Las Hijuelas
- Fundo El Medio (Hijuela Segunda)
- El Panteón
- La Rinconada de Guacarhue
- Tilcoco
- La Mocha
- El Romeral
- Alameda
- Quechereguas
- Carrizal
- Millaray
- El Bolsico
- Monte Chico
- La Mocha
- Callejón Esclavo
- Las Palmas
- Caylloma
- El Manzano

## Administración

### Municipalidad
La Municipalidad de Quinta de Tilcoco para el periodo 2021-2024 es dirigida por el alcalde Sebastián Alonso Rodríguez Fuenzalida (IND - Chile Vamos) y el concejo municipal conformado por los concejales:
- Luis Enrique Gálvez Castillo (Renovación Nacional)
- Nessy Cinzia Del Carmen Moratelli Solar (Renovación Nacional)
- Ignacio Lobos Rodríguez (Partido Por la Democracia)
- Ricardo Hidalgo Jara (Partido Por la Democracia)
- Mónica Matus Rivas (IND - Unidad Por el Apruebo PS PPD e IND)
- Roberto Sebastián Araos Saldaña (IND - Unidos Por la Dignidad)

### Representación parlamentaria
Quinta de Tilcoco forma parte de la circunscripción senatorial VIII y del distrito electoral 15. Es representada en la Cámara de Diputados del Congreso Nacional por los siguientes diputados:
- Diego Ignacio Schalper Sepúlveda (Renovación Nacional)
- Natalia Romero Talguia (IND - UDI)
- Marta América González Olea (IND - PPD)
- Raúl Soto Mardones (Partido Por la Democracia)
- Marcela Patricia Riquelme Aliaga (IND - Convergencia Social)

En el Senado, la representan:
- Javier Macaya Danús (Unión Demócrata Independiente)
- Juan Luis Castro González (Partido Socialista de Chile)
- Alejandra Sepúlveda Orbenes (Federación Regionalista Verde Social)

## Lugares de interés

### Atractivos turísticos

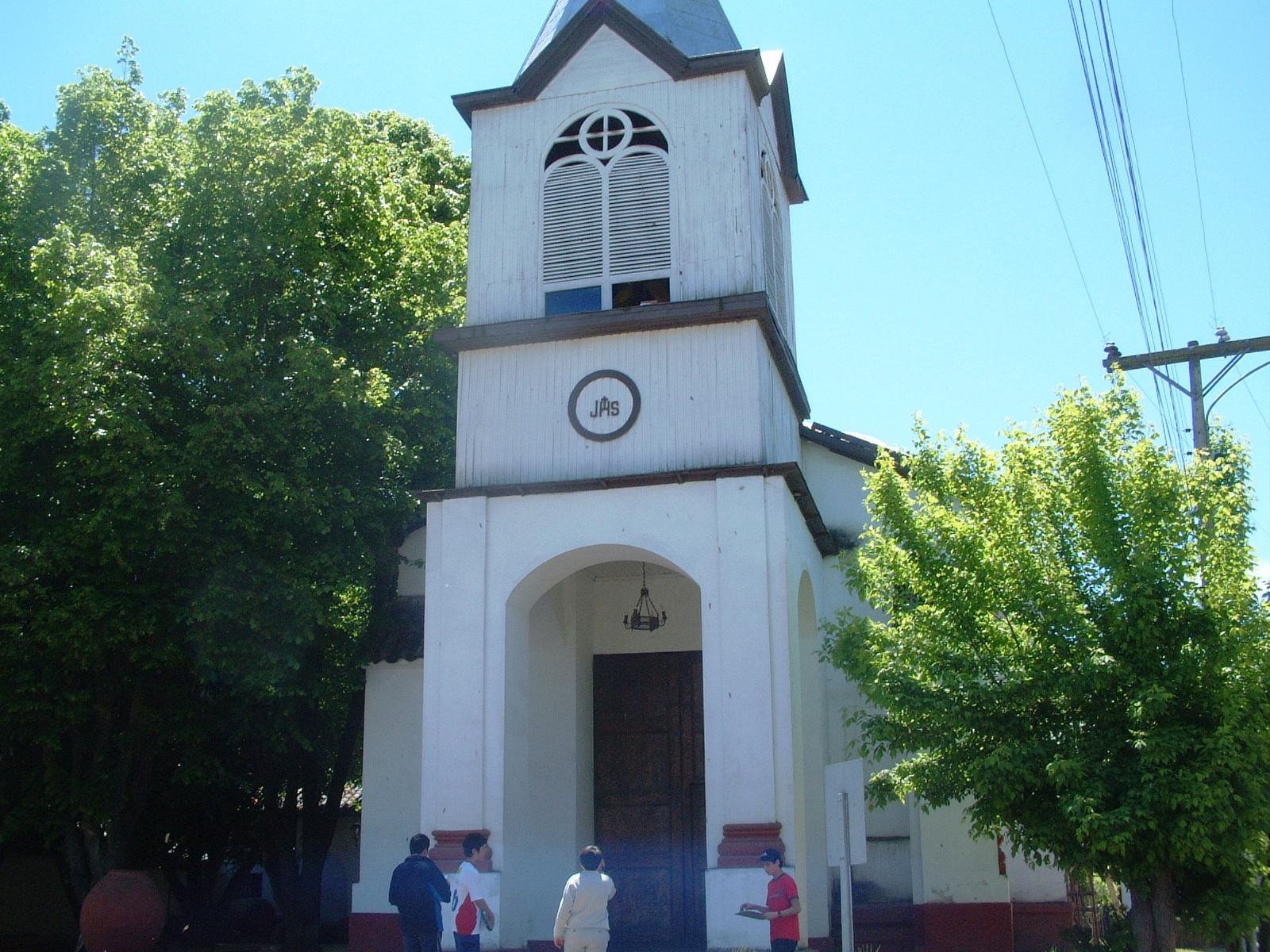
Parroquia de Guacarhue.

#### Iglesia de Guacarhue
La iglesia de Guacarhue es una hermosa construcción del siglo XVIII, diseñada por el famoso arquitecto italiano Joaquín Toesca y reconstruida con fidelidad después del terremoto de 1835. Es una de las más antiguas del Valle del Cachapoal, y está construida sobre un nivel de cuatro peldaños de una gran escalinata que rodea todo el frontis y la torre principal. Se encuentra muy bien conservada y tiene la particularidad de que en su interior posee dos naves de ángulo recto, con el altar en el cruce. 
La construcción del templo se originó a petición del párroco Rojas, en 1793 y es evidente su similitud con "La Torina" de Pichidegua, de la que se considera gemela, ya que su arquitecto fue el mismo. La parroquia de Guacarhue se concluyó en 1796, siendo sus dimensiones mayores a las de Pichidegua y su costo el doble que el de la anterior. El templo va directamente a la plaza, con palmeras y un curioso trazado que resalta la gran casa parroquial. La iglesia de Guacarhue es Monumento Histórico, según el Consejo de Monumentos Nacionales de Chile y la plaza de Guacarhue junto a su entorno fue declarada Zona Típica.

## Transporte

### Accesos
Al pueblo de Quinta de Tilcoco se accede por la ruta 5 Panamericana, a través de la ruta H-50, a 14 km a la altura de Rosario. También se llega a ella por la ruta H-60 que viene desde Rengo por el poniente, por noroeste se ingresa a la localidad de La Viña por el Portezuelo de Chillehue; por el suroeste se llega a la comuna de San Vicente por una ruta interior que pasa por Zúñiga.

## Deportes

### Fútbol
La comuna de Quinta de Tilcoco ha tenido a un club participando en los Campeonatos Nacionales de Fútbol en Chile.
- Unión Caylloma (Cuarta División 1996-1997).